# 猫侍
『猫侍』（ねこざむらい）は、2013年10月より東名阪ネット6および5いっしょ3ちゃんねる加盟局などで放送されたテレビドラマ（時代劇）。2014年3月1日には劇場版映画作品としても公開された。
東名阪ネット6が中心となって制作してきた『イヌゴエ』『ネコナデ』『幼獣マメシバ』（及び続編の『マメシバ一郎』・『マメシバ一郎 フーテンの芝二郎』）『ねこタクシー』『犬飼さんちの犬』『ねこばん』『くろねこルーシー』に次ぐ動物ドラマシリーズの第10弾。シリーズでは初の時代劇として描かれる。
撮影は日光江戸村で行われ、日光江戸村の全面協力により制作されている。
2015年4月 - 6月にテレビドラマ『猫侍 SEASON2』（ねこざむらい シーズンツー）が放送され、2015年9月5日には劇場版映画『猫侍 南の島へ行く』が公開。SEASON2は、2014年7月 - 9月に放送された『幼獣マメシバ 望郷篇』に次ぐ動物ドラマシリーズの第12弾である。
2016年2月にはスピンオフ作品となるスペシャルドラマ『猫侍 玉之丞 江戸へ行く』が放送された。

## 登場人物・キャスト

### ドラマ版・映画版
斑目久太郎 - 北村一輝
元・加賀藩剣術指南役で無双一刀流の免許持ち。かつて「まだら鬼」と称される凄腕の剣客であったが、奉公先をリストラされ、再起をかけて単身江戸へ向かうも剣術以外に取り柄がないため定職もままならず、浪人として困窮した生活を強いられている。非常にストイックで父の教えを忠実に守り日々の鍛錬を欠かさず行っているが、現状が現状なだけに信条を曲げ、妥協することもしばしば。甘い羊羹が好物。奉公先を解雇された理由は明かされていないが、映画版では切腹の介錯を拒んだことが原因。このことから久太郎は命あるものを斬れないことが示唆されている。内藤はこのことを知っているらしく、久太郎を「鬼と呼ばれるが故に鬼になりきれん男」と評している。
だが剣術の遣い手としては相当な腕で、元加賀藩剣術指南役は伊達ではなく、並大抵の相手では久太郎と剣を一合交えることすら難しい。『SEASON2』では玉之丞奪還のために新垣藩の屋敷へと乗り込んでいるが、命を奪わないように刀の峰を返した状態(いわゆる「峰打ち」)で圧倒的多数の藩士を難なく捌き倒し、屋敷の中心部へ易々と侵入している。
ひょんなことから本来討ち取るべきはずの猫、玉之丞と生活を共にすることになり、生活だけでなく猫の飼育にも四苦八苦することとなる。何度か手放すことも考えたが、玉之丞が久太郎を気に入り、久太郎も玉之丞の世話がライフスタイルの一環と感じるようになると、共に切っても切れない関係となり、いつしかそれは家族同様の絆となる。
常に眉間にしわを寄せたような厳つい面構えをしており、道行く人に「怖い顔」と称され、本人も若干気にしている。怖い顔は生まれつきとのこと。極度の猫舌で熱いものが食べられない。高速かつ正確な太刀筋を得意とし、人間相手では無敵の強さを誇るも「凶悪な妖怪」「恐ろしい男」など人の噂や評価を真に受ける性質であり、聞くたびに「怖い」と心の中で独白している。基本的に無口であるが、心の声は饒舌で「メンドくせ～」や「だよね～」などフランクな言葉遣いをする。怖いときや気分が乗ってきたときなどは自身のテーマ曲を（心の中で）口ずさむ（ドラマ版と映画版で歌が異なるが、最後の「無双の斑鬼」だけ一緒）。なおテーマ曲の3番で自分の歳を「46」と歌っている（映画版では自称「乙女座のB型」）。
武士の仕事ではないと嫌々はじめた傘張りに熱中したり、お手製の猫飯（にゃーはん）を作るなど器用で凝り性である。
日々の食事にも困窮しており、食べられそうなものを手当たりしだいに食しているため腹薬が欠かせない。故郷に妻子を残しており、自身の無口かつ厳つい顔のせいで怒っていると誤解されていることがたびたびあったことで壁をつくっている。そのため頻繁によこしてくる手紙の封も開けずに棚にしまい、返事も書いていない。しかし愛情がないわけではなく、常に二人のことを案じているも、うまく伝えられずにいる。玉之丞との交流を経て家族の大切さを知り、ようやく手紙の返事をしたため家族を江戸に呼ぶ決心をする（ドラマ版。映画版では最後に家族と再会する）。
各話の終わりに（映画版ではエンディングの前に）今回のエピソードを象徴とする締めの一句を読む。
内藤勘兵衛（映画版では島崎新右衛門）に皮肉を込めて呼ばれたはずの「猫侍」という名をむしろ本人は気に入っているようで、ドラマ版では以降『まだら鬼』から『猫侍』と渾名を名乗る（テーマ曲はそのまま）。
ドラマ版では猫茶屋でお茶を飲む程度で酒は嗜まなかったが、映画版では居酒屋で深酒して、そのまま酔い潰れて朝を迎えることがしばしばある。
玉之丞 - あなご（14歳 ♀）・さくら（若・4歳 ♀）・さくら（大人・15歳 ♀） ※いずれも白猫
与左衛門（呉服問屋の主人）に専用の部屋を与えられて大切に飼われていた白猫（雌）。堅物で有名だった主人を篭絡させたことから魂を吸う化け猫ではないかと目されている。
久太郎によって討ち取られそうになるが、何を思ったか久太郎が斬ったのは首輪のみ。命拾いした玉之丞は久太郎に連れられ、以後彼の長屋で自由気ままに暮らしている。割と雑食でどなつぼうと久太郎特製の猫飯（雑炊）が好物。ザリガニ籠がお気に入りで移動のときなど普段からよく入っている。
生活の質が落ちた上に家主の久太郎にも当初はぞんざいに扱われていたが、何だかんだでなついており、久太郎がいないと食事を食べない、捨てられても久太郎の住んでいる長屋に戻ってくる、などの行動を見せた。また、手持ちぶさたになると久太郎の部屋を引っ掻き回す習性があり、部屋の中をめちゃくちゃに荒らしては、寝床の押し入れで「反省」となる。
結構強情な性格で、そのため周囲が振り回されたり妥協させられたりすることもしばしばある。ドラマ版では加賀屋に身柄を戻された後も玉之丞の強い意思表示と与左衛門の計らいで通い猫とされるも、実際は久太郎の家に行きっぱなしで、ほぼ久太郎の家猫と化した。
ドラマ 『猫侍 玉之丞 江戸へ行く』では、仔猫の頃にある山奥で寺子屋の塾長に拾われ、そのまま飼われていたのが、ひょんなことから飛脚の荷物と一緒に江戸に運ばれ、さらに故あって与左衛門が玉之丞を譲り受ける前日談が明らかになる。
五郎 - 佐藤誓
久太郎の郷土と江戸を往復する置き薬屋。お静らから預かった手紙を久太郎に届け、返事を書けと久太郎を再三せき立ててる。義理堅い性格で、久太郎とお静の両方から無理を強いられ板挟みになり胃を痛める一面も。五郎もまた、自身のオリジナルソングを持っている。
お静 - 横山めぐみ
久太郎の妻。娘のハルと郷土の加賀で久太郎の帰りを辛抱強く待ち続ける。久太郎が常時厳つい顔で寡黙で口下手なため、誤解をしてしまうことが多い。
映画版では娘と共に茶屋を営んでいる。
ハル - 岩田月花
久太郎の娘。幼さ故にやることがどこか少しずれてしまう。久太郎の回想で、久太郎の気を引こうと奮起しては空振りに終わるハルの姿が、たびたび登場する。久太郎の血を引いたか、熊のような男の子を投げ飛ばすほどの男勝りでもある。
映画版では久太郎との再会が叶い、久太郎から手渡された玉之丞をだっこするが、実は猫アレルギー（劇場版猫侍2）。

### ドラマ版
若菜 - 平田薫
南蛮渡来の甘菓子「どなつぼう」を売る娘で久太郎と同じ「ほおずき長屋」に引っ越してくる。故郷に病気の妹がおり、治療費を稼ぐために日々売り子に精を出す。久太郎の現状や厳つい顔も気にせず気さくに接する。久太郎の助言により、どなつぼうの形を輪っかに変え、名前も（既に棒ではないが）「どにゃつぼう」に変え、自身も猫っぽい売り子のキャラクターに変えた（「な」を「にゃ」に言い換えている）。
元は貧しい農家の生まれで、妹の薬代を捻出するため遊廓に売られそうになったのを逃げ出してきた過去を持つ。それ以来、心の中で謝罪しつつも、いつか再び家族揃って笑顔で暮らせる日が来ることを願い、どんな辛いことがあっても明るく前向きに立ち振る舞うよう心がけている。
佐吉 - 水澤紳吾
呉服問屋加賀屋の番頭。猫に現を抜かす与左衛門を案じ久太郎に猫殺しを依頼する。玉之丞の亡骸を入れたとされる封印の壺を託されるも、怖いせいか雑な所に置いている。玉之丞の件でたびたび不審な行動をとり、久太郎の長屋に足を運んでいたのを張り込んでいた石渡に見つかってしまい、水責めで一連の企てを洗いざらい吐かされる羽目になる。その後、石渡の調べで実は久太郎が玉之丞を斬っていないことを知ると、今まで騙され続けていたことに恨みと復讐の念を燃やし、新たに久太郎と玉之丞の殺害を企てるが、これも失敗。座敷牢に捕らえられ、かけつけた与左衛門にわけを聞かれて、「猫に嫉妬していた」とついに本心を明かす。すべてを知った与左衛門の計らいで牢から出され、彼の許で一から出直すこととなった。
与左衛門 - 伊藤洋三郎
呉服問屋加賀屋の主人。堅物だったが拾った玉之丞のあまりのかわいさに骨抜きにされ、彼女を溺愛している。このままではいけないと、退治依頼が出されるほど周りから心配されるが、いざ退治される（と思われている）と玉之丞を失ったことで仕事が手につかなくなるほど落ち込む、という皮肉な結果を生むことになった。落ち込みのあまり以降寝込んでしまい、玉之丞の現況を夢で見るようになる。結局、久太郎より玉之丞を返されることで活力を取り戻すが、戻ってきた玉之丞がいくら構っても食事を与えても頑として受け付けないのに根負けし「もう玉之丞は束縛できない。玉之丞の戻りたい場所が玉之丞の帰る家だ」と、久太郎に玉之丞を託す。
内藤勘兵衛 - 笠原紳司
久太郎とかつて同じ道場で修練した剣のライバルで、現在は米澤藩家臣の武家の奉公人。仕官の口を求めて屋敷に来る久太郎に「今の太平の世に剣術だけで仕官の口はない」と言い放つが、落ち目の久太郎を見下しているわけではなく、あくまで久太郎の考えが今の武家社会に通用しないことを言及している。久太郎の剣の腕は今でも一目置いており、いつか決着を付けたいと思っていたが、御前試合の相手が久太郎に決まり、打倒久太郎に俄然奮起する。しかし肝心の試合をボイコットされ、改めて試合の申し込みをするも、玉之丞に癒やされ角の取れた久太郎を目の当たりにすると自身も戦意を失い、皮肉と自由を手に入れた久太郎への憧憬の親しみを込めて「自由だな、猫侍」とだけ言い残して、勝負から身を引く。
石渡政道 - ユキリョウイチ
「水責めの政」の通り名で恐れられる同心。狙った獲物は決して逃さない蛇のように執念深く、冷酷。玉之丞を殺された（と思っている）与左衛門の悲痛な訴えを聞き入れ、猫殺しの下手人を追う。佐吉の行動や目撃情報から、佐吉が久太郎に猫殺しを依頼したが、実はまだ玉之丞は生きていると目星を付け、その証を立てる。実は「猫茶屋」に出入りしていて店の仔猫に頬ずりするほどの大の猫好き。
八五郎 - 川村亮介
石渡の腰巾着である岡っ引。ことある毎に石渡に怒鳴られるが、くじけない性格。正直猫殺しの下手人を追うことに乗り気でない。
蜂谷孫三郎 - 本宮泰風
弱い者に横柄だが、逃げ足は人一倍速い、一言で言えば「嫌な武士」。刀を抜く時の「名刀・小銀二の～」が口癖。道端で義一が連れていた猫の糞を踏んでしまい、腹いせに義一を無礼打ちにしようとするも、通りかかった久太郎により返り討ちにされる。しかし、本人はまだ勝負は付いていないと（一方的に）思っており、さらに佐吉から久太郎（と玉之丞）を斬る依頼を受ける。しかし、今度は久太郎に斬りかかろうと振りかざした刀が天井の梁に刺さって丸腰になってしまい、慌てて逃げて小銀二も失うという踏んだり蹴ったりの結果となる。それでもめげず、途方に暮れていた橘・竹下に「侍やめるなら刀を譲ってほしい」と持ち掛ける。
SEASON2では第5～7話で登場。屋根の上から久太郎に声を掛けたかと思うと梯子を使って地面に降りる、久太郎のテーマ曲をパクる（しかも歌詞がうろ覚え）などの行動で久太郎を呆れさせた。いつの間にか猫好きになっており、愛猫のチャトラを「大江戸猫選び」に出場させ、優勝することで久太郎（と玉之丞）を負かそうとする。優勝自体は果たしたが、玉之丞が久太郎から芸を仕込まれそうになったのを嫌がって逃亡し猫選びに出場しなかったため、久太郎との勝負は不戦勝となり、明確な決着はつかなかった。また7話では羽振りの良い姿で登場し、久太郎にも働けと挑発、後に玉之丞の治療費が必要となった久太郎から金の稼ぎ方を問われた為、道場破りを仕掛けて弟子を数人倒した後に道場主とも対戦し、その中で八百長を提案してわざと負ける事で稼いだ事を教えた。この逸話より剣術については久太郎には遠く及ばないものの全くの素人という訳ではなく、道場主を軽くあしらう事ができる程度には強いという実力を窺い知る事ができる。
お七 - 高橋かおり
猫専門店「猫見屋」の女主人。猫を愛してやまず「猫ちゃんは家族」を信条としている。獣医の心得（猫に対してのみだが）もある。久太郎に猫の飼育に必要な道具などを提供するが、それなりに値を張るため（久太郎によると「ぼったくり」。実際、薬代などは久太郎が武士なのでぼったくっており、SEASON2では全面的に値上げしている）、その代金工面のため薪割りのバイトや傘張りを勧めている。久太郎の思ったことをことごとく言い当てる特技がある。研究熱心で手入れ道具のほか猫もまっしぐらな専用の猫餌「猫飯（にゃーはん）」や猫じゃらしなどを独自に開発している。
江戸に出てきたばかりの頃は、原っぱの掘っ立て小屋で雨露を凌いでいた。『玉之丞 江戸へ行く』には亭主が登場しているが、SEASON2では「私は出戻りだよ」と自ら発言しており、現在は離婚している模様。
大家 - 田窪一世
久太郎の住んでいる長屋「ほおずき長屋」の大家。家賃の滞納にはある程度寛大だが（溜めた家賃は利息もしっかり取る）、猫が嫌いで猫なんて飼ったら出て行ってもらうと久太郎に釘を刺す。
門番 - 石原和海
米澤藩家臣松金家の門番。就職活動でたびたび屋敷を訪れる久太郎を罵倒して、頑なに門前払いにする。久太郎が同じ屋敷に仕える内藤の知り合いだとわかると、物腰が多少柔らかくなるが、それでも理由をつけて久太郎を徹底的に追い返す。
橘・竹下 - 野中隆光・篤海
松金家に奉公する武士で内藤の部下。ザリガニを釣る浪人の久太郎を「ザリガニ侍」と揶揄していたが、久太郎が名うての剣豪で内藤の旧知と知るや、御前試合で内藤と引き合わせて花を持たせれば自分達が出世できると、仕官の口を餌にわざと内藤に負ける八百長話を久太郎に持ちかける。一度は久太郎と取り引きが成立したものの、御前試合の直前で久太郎にドタキャンされてしまい、面目が立たなくなり屋敷にも戻れず途方に暮れることになる。切腹になるのではと恐れていっそ武士をやめようか、と言い出す始末。
義一 - 野口雅弘
ネズミ除けの猫の絵を描く猫好きの老人。孫三郎に無礼打ちにされそうになったところを久太郎に助けられる。多くの猫を飼っており、猫見屋の常連客の一人。猫の飼い方がわからない久太郎にいろいろと助言をする。
いつも継ぎはぎだらけの着物を着ており、身なりは貧乏人風だが、自宅でたくさんの猫を飼い、道端でほとんど儲けにならない猫の絵を描き、「猫見屋」や「猫茶屋」に出入りしたりと、気ままな隠居生活を送っているようにも見えなくもない、素性のはっきりしない老人。
SEASON2では、整形手術を受けて若返った姿で登場。あまりにも姿が変わったため、久太郎と再会した直後は誰だか分かってもらえなかった。役者として活躍しており、若い女性たちから人気を得ている。
住職 - 才木清英
身寄りのない子供や猫を引き取る「お情け寺」の住職。お七、義一同様大の猫好き。石渡に目を付けられ行き場を失った玉之丞を一時預かってくれる。玉之丞と久太郎の様子を見て、困難があっても縁あって一緒になった相手の傍にいることが一番いい、と久太郎に説く。関西弁で話す。
てる松 - 川口和宥
お情け寺に身を寄せる小僧。寺に玉之丞を預けに来た久太郎を、猫を捨てに来たのと勘違いして怒鳴りつける。久太郎と離れて元気をなくした玉之丞を見て、彼が本当は猫好きで必ず迎えに来てくれることを確信した。久太郎を「おっちゃん」と呼ぶが、実際におっちゃんなので久太郎も反論できない。関西弁で話す。

### 映画版
お梅 - 蓮佛美沙子
母親により相川一家に金で売られた女中で玉之丞の世話役。玉之丞が連れ去られると、替え玉の猫（花子）と一緒に座敷牢に入れられるが、玉之丞の餌を探しに来た久太郎により解き放たれる。その後、久太郎の長屋で久太郎が連れ帰った玉之丞を見つけ、そのまま世話をするのに住み着く。「泣いたら負け」が心情で、どんなに泣きたくなっても、ぐっと堪え忍ぶ。
島崎新右衛門 - 寺脇康文
相川一家で玉之丞を警護する「猫番」だったが、久太郎が玉之丞を斬りに来ると潮時と見切りを付け米沢一家の「犬番」に鞍替え、さらに相川一家と米沢一家が和解すると今度は奉行の「猫番」に鞍替えする。酒・金・女好きの絵に描いたような遊び人だが、久太郎と渡り合えるだけの剣の腕も持つ。元は名のある道場で四天王と呼ばれた剣豪崩れ。その後、金を積まれて新助の父親を斬っている。
映画版での久太郎のライバルで、最後に久太郎に「さらばだ、猫侍」と言い残して、勝負から身を引く。
前場新助 - 浅利陽介
新右衛門の後任の「猫番」。玉之丞の餌を探しに来た久太郎と対峙したときの気迫に圧倒され、そのまま弟子入りを懇願する。その背景には父の敵である新右衛門を討つという目的があった。
米沢三郎太 - 戸次重幸
米沢一家の若頭。玉之丞と奉行の猫との縁談で相川一家の勢力が強まり米沢一家が潰されるのを危惧して、久太郎に玉之丞斬りを依頼する。
山田源七郎 - 津田寛治
相川一家の若頭。米沢一家の差し金と新右衛門の裏切りで玉之丞が斬られた（と思っている）報復として、久太郎に甚太郎の拉致と新右衛門の抹殺を依頼する。
白滝 - 洞口依子
相川一家の女中頭。布団叩きでお梅を叩いていびりまくる。
相川平八 - 斎藤洋介
相川一家の親分。かなり耄碌しているようで、玉之丞が替え玉にすり替えられたのにも気づかないように見えたが、実は奉行の猫の縁組みに差し出されようとしていた玉之丞が幸せになる道を模索していた。
米沢清兵衛 - 小野寺昭
米沢一家の親分。犬好きというより動物全般が好きで、動物の殺生はたとえ敵対相手の飼い猫であっても許せない性分。
椎名小五郎 - 塚本幸夫
新しく赴任した猫好きの奉行。玉之丞が気に入り自分の猫と縁組みさせようとする。
仁太（門番） - 温水洋一
ドラマ版の門番と異なり弱腰だが、就活に来た久太郎を追い返す役回りは一緒。
甚太郎
米沢一家で飼われている犬。新助により相川一家に連れて行かれて玉之丞との交換材料にされる。
花子
斬られた（と思われた）玉之丞の替え玉として連れてこられた白猫（しっぽだけ茶色）。名前は花子だが雄。

## 猫侍

### テレビドラマ版
JAITS各局を中心に、2013年10月から12月を手始めに放送された。全12回。

#### ストーリー
時は幕末、かつて「まだら鬼」の呼び名で畏怖された剣客・斑目久太郎は、今はしがない浪人に身をやつし困窮した日々を送っていた。そんな久太郎に「猫を斬ってほしい」という奇妙な依頼が舞い込んでくる。依頼主は呉服問屋の番頭で、曰く「堅物だった主人が猫を飼い始めてから幼子のように骨抜きになってしまった。これは化け猫に違いないので退治してほしい」。馬鹿馬鹿しいとは思いながらも、三両の報酬に背に腹は変えられず依頼を引き受ける久太郎、番頭の手引きで屋敷に忍び込み、いざ対峙。そこには無垢な瞳で久太郎を見つめる一匹の白猫・玉之丞の姿があった。
翌日、斬った猫の骸を引き取りに来た番頭に「決して開けてはならぬ」と物の怪の封をした壺を引き渡す久太郎。化け猫騒動もこれで一段落と思いきや、番頭が引き払ったのを見計らったかのように押入れから出てきたのは久太郎が退治したはずの玉之丞だった。
剣しか知らず、刃の世界を追い求めるしか生きる道のなかった男の心の中の何かが揺り動かされようとしていた。

#### スタッフ
- 脚本：黒木久勝
- 監督：渡辺武、山口義高
- 音楽監督：遠藤浩二
- 主題歌 - オープニング曲 「我が道よ」 作詞：仲智結 ／ 作曲：野中"まさ"雄一 ／ 唄：NOAH[メンバー 1]
- 劇用猫コーディネート：ZOO動物プロ
- スタントコーディネート：辻井啓伺、高槻祐士
- スタジオ：日光江戸村
- 協力：アミューズメントメディア総合学院、AMG出版工房
- 製作総指揮：吉田尚剛
- 原案・プロデュース：永森裕二
- プロデュース：飯塚達介、向井達矢
- 企画：AMGエンタテインメント
- 制作：「猫侍」製作委員会（アミューズメントメディア総合学院、tvk、テレ玉、チバテレ、三重テレビ、KBS京都、サンテレビ、札幌テレビ放送、TVQ九州放送、とちぎテレビ、テレビせとうち、広島ホームテレビ、静岡第一テレビ、群馬テレビ、NTTぷらら、スターキャット、BSフジ、日光江戸村、角川書店）

#### ロケ地
- 惣宗寺（栃木県佐野市） - 佐吉が久太郎に玉之丞の暗殺を依頼するシーンなどで使われた。
- 加蘇山神社（栃木県鹿沼市） - 玉之丞を捨てた久太郎が、思い直して一気に石段を駆け上がるシーンなどで使われた[3]。
- 大雄寺（栃木県大田原市） - お情け寺のロケで使われた。

#### 放送局
これまでの動物ドラマシリーズ同様、東名阪ネット6加盟局などによる共同制作である。今作ではこれに加え、5いっしょ3ちゃんねる加盟局も全局制作局として参加している。このほか各地の地方局などが共同制作局として加わり、『くろねこルーシー』の9局、『マメシバ一郎 フーテンの芝二郎』の11局を大きく上回る16局による共同制作となっている。ただし、『くろねこルーシー』・『マメシバ一郎 フーテンの芝二郎』の共同制作局の1つである岐阜放送（ぎふチャン）は参加していない。
| 放送地域                | 放送局                                | 系列                                                          | 放送日時                                 | 放送期間                       | 備考 |
| ----------------------- | ------------------------------------- | ------------------------------------------------------------- | ---------------------------------------- | ------------------------------ | --- |
| 北海道                  | 札幌テレビ放送                        | 日本テレビ系列 共同制作局                                     | 火曜 10:25 - 10:55                       | 2013年10月1日 - 12月17日       | |
| 宮城県                  | 仙台放送                              | フジテレビ系列                                                | 土曜 25:35 - 26:05                       | 2013年10月12日 - 2014年1月4日  | |
| 秋田県                  | 秋田放送                              | 日本テレビ系列                                                | 月曜 10:55 - 11:25                       | 2015年9月7日 - 11月23日        | |
| 福島県                  | 福島中央テレビ                        | 日本テレビ系列                                                | 水曜 10:25 - 10:55                       | 2013年10月30日 - 2014年1月15日 | |
| 栃木県                  | とちぎテレビ                          | JAITS （5いっしょ3ちゃんねる加盟） 共同制作局                 | 木曜 22:25 - 22:55                       | 2013年10月3日 - 12月19日       | 再放送 2014年1月7日 - 3月25日 火曜 19:00 - 19:30 |
| 群馬県                  | 群馬テレビ                            | JAITS （5いっしょ3ちゃんねる加盟） 共同制作局                 | 木曜 22:00 - 22:30                       | 2013年10月3日 - 12月19日       | 再放送 2014年2月20日 - 2月28日 15:30 - 16:30 一日2話連続放送 |
| 神奈川県                | テレビ神奈川                          | JAITS （東名阪ネット6・ 5いっしょ3ちゃんねる加盟） 共同制作局 | 火曜 21:00 - 21:30                       | 2013年10月1日 - 12月17日       | 再放送 2014年1月8日 - 3月26日 水曜 10:00 - 10:30 |
| 埼玉県                  | テレビ埼玉                            | JAITS （東名阪ネット6・ 5いっしょ3ちゃんねる加盟） 共同制作局 | 水曜 21:00 - 21:30                       | 2013年10月9日 - 12月25日       | 再放送 2014年1月10日 - 2月14日 10:30 - 11:25 毎週2話ずつ放送 |
| 千葉県                  | 千葉テレビ放送                        | JAITS （東名阪ネット6・ 5いっしょ3ちゃんねる加盟） 共同制作局 | 火曜 23:30 - 24:00                       | 2013年10月8日 - 12月24日       | 再放送（1） 2014年1月1日 - 1月3日 17:00 - 19:00 一日4話連続放送 再放送（2） 2014年1月11日 - 3月29日 土曜 22:30 - 23:00                                                             |
| 石川県                  | 北陸朝日放送                          | テレビ朝日系列                                                | 月 - 金 14:00 - 14:30 木曜 26:05 - 26:35 | 2014年2月3日 - 3月20日         | |
| 静岡県                  | 静岡第一テレビ                        | 日本テレビ系列 共同制作局                                     | 木曜 26:04 - 26:34                       | 2013年10月3日 - 12月26日       | |
| 三重県                  | 三重テレビ放送                        | JAITS （東名阪ネット6加盟） 共同制作局                        | 火曜 24:20 - 24:50                       | 2013年10月8日 - 12月24日       | |
| 京都府                  | 京都放送                              | JAITS （東名阪ネット6加盟） 共同制作局                        | 日曜 23:30 - 24:00                       | 2013年10月6日 - 12月22日       | 再放送（1） 2014年2月5日 -3月12日 水曜 17:00 - 17:55 毎週2話ずつ放送 再放送（2） 2014年10月2日 - 12月18日 木曜 25:00 - 25:30 再放送（3） 2015年4月3日 - 6月19日 金曜 25:30 - 26:00 |
| 兵庫県                  | サンテレビジョン                      | JAITS （東名阪ネット6加盟） 共同制作局                        | 水曜 20:54 - 21:24                       | 2013年10月2日 - 12月18日       | 再放送 2014年1月7日 - 3月25日 火曜 8:00 - 8:30 |
| 岡山県 香川県           | テレビせとうち                        | テレビ東京系列 共同制作局                                     | 土曜 25:30 - 26:00                       | 2013年10月5日 - 12月21日       | 再放送 2014年4月6日 - 6月22日 日曜 6:00 - 6:30 |
| 広島県                  | 広島ホームテレビ                      | テレビ朝日系列 共同制作局                                     | 金曜 25:55 - 26:25                       | 2013年10月4日 - 12月27日       | 再放送 2014年1月26日 - 2月21日 |
| 愛媛県                  | あいテレビ                            | TBS系列                                                       | 月 - 金 10:30 - 11:00                    | 2014年3月5日 - 3月19日         | |
| 福岡県                  | TVQ九州放送                           | テレビ東京系列 共同制作局                                     | 木曜 27:00 - 27:30                       | 2013年10月3日 - 12月19日       | |
| 長崎県                  | 長崎放送                              | TBS系列                                                       | 木曜 24:43 - 25:13                       | 2014年5月1日 - 7月24日         | |
| 大分県                  | 大分放送                              | TBS系列                                                       | 月曜 10:20 - 10:50                       | 2014年1月6日 - 3月24日         | |
| 鹿児島県                | 南日本放送                            | TBS系列                                                       | 月 - 金 14:00 - 14:30                    | 2014年1月8日 - 1月23日         | |
| 全国                    | ひかりTV                              | インターネットテレビ 共同制作局                               | 金曜 12:00 - 12:30                       | 2013年10月4日 - 12月20日       | |
| 全国                    | BSフジ                                | 衛星放送 共同制作局                                           | 日曜 23:00 - 23:30                       | 2013年10月13日 - 12月29日      | 『猫侍 一挙放送スペシャル！』 2014年1月1日 0:05 - 5:00 再放送 2014年4月13日 - 日曜 24:30 - 25:00                                                                                   |
| 全国                    | アニマルプラネット                    | 衛星放送                                                      | 火曜 20:00 - 20:30                       | 2014年2月25日 - 4月22日        | 初回のみ4話連続放送 |
| 全国                    | ニコニコ生放送                        | ライブストリーミング                                          | 土曜 0:00 -                              | 2014年2月22日 - 2月23日        | 48時間全話リピート放送 |
| 全国                    | BS12トゥエルビ                        | 衛星放送                                                      | 土曜21:30 - 22:00                        | 2018年7月28日 - 10月20日       | |
| 愛知県 （名古屋市など） | スターキャット・ ケーブルネットワーク | ケーブルテレビ 共同制作局                                     | 日曜 22:30 - 23:00                       | 2013年10月20日 - 2014年1月5日  | |
| 香港                    | ViuTV                                 |                                                               | 水 - 木 22:00 - 22:30                    | 2016年11月2日 - 2016年12月8日  | |
| アメリカ                | Tokuhd                                |                                                               | 水曜日 20:00 ET                          | 2018年3月7日 - 2018年4月25日   | |

### 映画

#### ストーリー
時は幕末、かつて「百人斬り」の呼び名で畏怖された剣豪・斑目久太郎は、今はしがない浪人に身をやつし、貧乏長屋で傘張りを生業として食いつなぐ日々を送っていた。そんな久太郎に「猫を斬ってほしい」という奇妙な依頼が舞い込んでくる。依頼主は「犬派」の一派・米沢一家の若頭で、敵対する「猫派」相川一家の親分が飼う愛猫を暗殺してほしいという。久太郎は大金の報酬につられて引き受ける。
ドラマ版の登場人物や設定とはほぼ別物であり、映画用に作り直したパラレルワールドのようなストーリーとなっている。

#### キャスト（映画）
- 班目久太郎：北村一輝
- お梅：蓮佛美沙子
- 前場新助：浅利陽介
- 米沢三郎太：戸次重幸
- 白滝：洞口依子
- 仁太：温水洋一
- 山田源七郎：津田寛治
- お静：横山めぐみ
- 鉄五郎：駒木根隆介
- 末松：深水元基
- 相川平八：斎藤洋介
- 米沢清兵衛：小野寺昭
- 島崎新右衛門：寺脇康文

#### スタッフ（映画）
- 製作総指揮：吉田尚剛
- 原案・プロデュース：永森裕二
- 脚本：永森裕二、山口義高、城定秀夫
- 主題歌：真心ブラザーズ「I'M SO GREAT!」（Do Thing Recordings）
- 動物トレーナー：ZOO動物プロ
- 企画・配給：AMGエンタテインメント
- 監督：山口義高
- 製作：「猫侍」製作委員会（アミューズメントメディア総合学院、tvk、テレ玉、チバテレビ、三重テレビ、KBS京都、サンテレビ、札幌テレビ放送、TVQ九州放送、とちぎテレビ、テレビせとうち、広島ホームテレビ、静岡第一テレビ、群馬テレビ、NTTぷらら、スターキャット、BSフジ、日光江戸村、KADOKAWA）
- 制作プロダクション：ステアウェイ

#### 封切り
2014年3月1日に公開され、この週のぴあ映画初日満足度ランキングで1位となった。

## 猫侍 SEASON2

### ストーリー
里の家族の元へ戻っていた久太郎が、家族のため、玉之丞のため、己のプライドのため、再起を賭けて再び江戸に上京する。

### キャスト
- 班目久太郎：北村一輝
- 菊乃：森カンナ
- 天引四郎：モト冬樹
- 蜂谷孫三郎：本宮泰風
- 田沼：清水綋治
- 小助：佐野泰臣
- 亀山鶴次郎：仁科貴
- 整形後の班目久太郎ほか：見栄晴
- お七：高橋かおり
- タエ：木野花
- お静：横山めぐみ

### スタッフ
- 脚本：黒木久勝
- ストーリー原案：北村一輝
- 主題歌：AMG坂本★猫侍★歌劇団[メンバー 2]「我が道よ2015」
- 監督：渡辺武
- 撮影 : 神田創
- 照明 : 丸山和志
- 企画：AMGエンタテインメント
- 制作：「続・猫侍」製作委員会（アミューズメントメディア総合学院、tvk、テレ玉、チバテレ、三重テレビ、KBS京都、サンテレビ、札幌テレビ放送、TVQ九州放送、とちぎテレビ、テレビせとうち、広島ホームテレビ、静岡第一テレビ、群馬テレビ、IBC岩手放送、熊本県民テレビ、NTTぷらら、スターキャット、BSフジ、アニマルプラネット、日光江戸村、角川書店）

### 放送局
今作では、『幼獣マメシバ 望郷篇』の共同制作20局のうち、北陸放送を除いた19局が共同制作局として参加している。
| 放送地域                | 放送局                                | 系列                                                          | 放送日時                 | 放送期間                       | 備考                                                                                              |
| ----------------------- | ------------------------------------- | ------------------------------------------------------------- | ------------------------ | ------------------------------ | ------------------------------------------------------------------------------------------------- |
| 北海道                  | 札幌テレビ放送                        | 日本テレビ系列 共同制作局                                     | 金曜 26時05分 - 26時35分 | 2015年4月17日 - 6月26日        |                                                                                                   |
| 岩手県                  | IBC岩手放送                           | TBS系列 共同制作局                                            | 水曜 24時41分 - 25時11分 | 2015年4月8日 - 6月17日         |                                                                                                   |
| 宮城県                  | 仙台放送                              | フジテレビ系列                                                | 土曜 26時15分 - 26時45分 | 2015年6月27日 - 9月26日        |                                                                                                   |
| 山形県                  | 山形放送                              | 日本テレビ系列                                                | 日曜 13時00分 - 13時30分 | 2015年7月5日 - 9月13日         |                                                                                                   |
| 福島県                  | 福島中央テレビ                        | 日本テレビ系列                                                | 水曜 25時40分 - 26時10分 | 2015年4月25日 - 7月4日         |                                                                                                   |
| 栃木県                  | とちぎテレビ                          | JAITS （5いっしょ3ちゃんねる加盟） 共同制作局                 | 火曜 20時00分 - 20時30分 | 2015年4月7日 - 7月14日         | 5月19日 - 6月9日は放送休止                                                                        |
| 群馬県                  | 群馬テレビ                            | JAITS （5いっしょ3ちゃんねる加盟） 共同制作局                 | 日曜 22時00分 - 22時30分 | 2015年4月5日 - 6月14日         |                                                                                                   |
| 神奈川県                | テレビ神奈川                          | JAITS （東名阪ネット6・ 5いっしょ3ちゃんねる加盟） 共同制作局 | 月曜 19時00分 - 19時30分 | 2015年4月6日 - 6月15日         |                                                                                                   |
| 埼玉県                  | テレビ埼玉                            | JAITS （東名阪ネット6・ 5いっしょ3ちゃんねる加盟） 共同制作局 | 土曜 23時00分 - 23時30分 | 2015年4月11日 - 6月20日        |                                                                                                   |
| 千葉県                  | 千葉テレビ放送                        | JAITS （東名阪ネット6・ 5いっしょ3ちゃんねる加盟） 共同制作局 | 火曜 23時30分 - 24時00分 | 2015年4月7日 - 6月16日         |                                                                                                   |
| 富山県                  | チューリップテレビ                    | TBS系列                                                       | 木曜 25時07分 - 26時37分 | 2016年10月13日 - 12月29日      |                                                                                                   |
| 静岡県                  | 静岡第一テレビ                        | 日本テレビ系列 共同制作局                                     | 土曜 26時20分 - 26時50分 | 2015年4月11日 - 6月20日        |                                                                                                   |
| 三重県                  | 三重テレビ放送                        | JAITS （東名阪ネット6加盟） 共同制作局                        | 土曜 20時25分 - 20時55分 | 2015年4月11日 - 6月20日        |                                                                                                   |
| 京都府                  | 京都放送                              | JAITS （東名阪ネット6加盟） 共同制作局                        | 日曜 22時00分 - 22時30分 | 2015年4月5日 - 6月14日         |                                                                                                   |
| 兵庫県                  | サンテレビジョン                      | JAITS （東名阪ネット6加盟） 共同制作局                        | 土曜 23時00分 - 23時30分 | 2015年4月4日 - 6月13日         | 再放送 2015年7月5日 - 9月13日 日曜 6:00 - 6:30 再々放送 2016年4月5日 - 6月14日 火曜 22:30 - 23:00 |
| 岡山県 香川県           | テレビせとうち                        | テレビ東京系列 共同制作局                                     | 土曜 26時05分 - 26時35分 | 2015年4月11日 - 6月20日        |                                                                                                   |
| 広島県                  | 広島ホームテレビ                      | テレビ朝日系列 共同制作局                                     | 水曜 26時21分 - 26時51分 | 2015年4月8日 - 6月17日         |                                                                                                   |
| 高知県                  | 高知さんさんテレビ                    | フジテレビ系列                                                | 火曜 16時20分 - 16時50分 | 2015年7月7日 - 10月2日         |                                                                                                   |
| 福岡県                  | TVQ九州放送                           | テレビ東京系列 共同制作局                                     | 木曜 26時00分 - 26時30分 | 2015年4月16日 - 6月25日        |                                                                                                   |
| 大分県                  | 大分放送                              | TBS系列                                                       | 日曜 24時50分 - 25時20分 | 2015年6月28日 - 9月13日        |                                                                                                   |
| 熊本県                  | 熊本県民テレビ                        | 日本テレビ系列 共同制作局                                     | 金曜 25時30分 - 26時00分 | 2015年4月10日 - 6月19日        |                                                                                                   |
| 全国                    | ひかりTV                              | インターネットテレビ 共同制作局                               | 日曜 14時00分 - 14時30分 | 2015年4月5日 - 6月14日         |                                                                                                   |
| 全国                    | BSフジ                                | 衛星放送 共同制作局                                           | 日曜 23時00分 - 23時30分 | 2015年4月19日 -                |                                                                                                   |
| 全国                    | アニマルプラネット                    | 衛星放送 共同制作局                                           | 火曜 20時30分 - 21時00分 | 2015年4月14日 -                |                                                                                                   |
| 全国                    | BS12トゥエルビ                        | 衛星放送                                                      | 土曜 21:30 - 22:00       | 2018年10月27日 -               |                                                                                                   |
| 愛知県 （名古屋市など） | スターキャット・ ケーブルネットワーク | ケーブルテレビ 共同制作局                                     | 日曜 22時30分 - 23時00分 | 2015年4月19日 -                |                                                                                                   |
| 香港                    | ViuTV                                 |                                                               | 水 - 木 22:00 - 22:30    | 2016年12月15日 - 2017年1月19日 |                                                                                                   |
| アメリカ                | Tokuhd                                |                                                               | 水曜日 20:00 ET          | 2018年4月25日 - 2018年4月30日  |                                                                                                   |

## 劇場版 『猫侍 南の島へ行く』
映画『猫侍 南の島へ行く』（ねこざむらい みなみのしまへいく）は、2015年9月5日公開。台湾では7月31日に「猫侍2 南島大冒険」のタイトルで先行公開された。

### ストーリー
土佐藩で仕官の口を世話してもらった久太郎、玉之丞と共に土佐へと向かうが、途中で離縁を企むタエの差し向けた忍者の襲撃に遭い荷物を奪われてしまう。それでも何とか小舟を調達して一路四国へ向かうが、途中で台風に巻き込まれ漂流。九死に一生を得て久太郎と玉之丞がたどり着いたのは謎の島。原住民に投獄され、さらに海賊にも襲われ、死ぬか生きるかのサバイバル生活が始まる。一方、玉之丞は部族の黒猫「ヤムヤム」と恋に落ちていく。

### キャスト
- 班目久太郎 - 北村一輝
- 玉之丞 - あなご・さくら
- お蓮（女海賊） - LiLiCo [6]
- 青海玄信 - 高山善廣
- 忍者 - 木下ほうか
- 船頭 - 酒井敏也
- 港の男 - 緋田義人
- ヤムヤム（黒猫）- ジャック
- タエ - 木野花
- お静 - 横山めぐみ
- 原住民 - グレース・ヌワエメ（子役）、副島淳、望月ムサシ、蟹江アサド、ノサコウレジ、松崎しげる（特別出演）

### スタッフ
- 製作総指揮：吉田尚剛
- プロデュース：永森裕二
- 原案、脚本：北村一輝
- 脚本：永森裕二、黒木久勝、池谷雅夫
- 音楽監督：遠藤浩二
- 撮影：神田創
- 照明 : 丸山和志
- 編集：難波智佳子
- 主題歌：松崎しげる「愛のメモリー 猫侍バージョン」
- 企画、配給：AMGエンタテインメント
- 製作：「続・猫侍」製作委員会
- 監督：渡辺武
- 制作プロダクション: ラインバック

## ドラマ 『猫侍 玉之丞 江戸へ行く』

### ストーリー
新任教師の美和が赴任してきた山奥の寺子屋では、塾長が拾ってきた白猫が子供たちと一緒に授業を受けているという奇妙な光景があった。ある日、玉之丞が江戸の大名に送る荷物にうっかり紛れると、そのまま飛脚の飛松によって、江戸に運ばれてしまう。
一方、飛脚の飛松も荷物の中に猫がいて驚いてしまう。「大事な荷物」と預かった飛松は、あの手この手で大名に玉之丞を受け取ってもらおうと奮闘する。

### キャスト
- 玉之丞（白猫）：あなご・さくら
- 飛松（飛脚）：田中直樹 (ココリコ)
- 美和（寺子屋の新任教師）：山口紗弥加
- 石渡政道（同心）ユキリョウイチ
- 佐吉（加賀屋の番頭）：水澤紳吾
- 与左衛門（加賀屋の主人）：伊藤洋三郎
- 太一：遠藤雄弥
- 鉄三：阿部亮平
- お園：大島蓉子
- 辰吉：森下能幸
- 竹蔵：モロ師岡
- 三吉：羽村仁成
- 猫見屋のおやじ（お七の亭主）：カンニング竹山
- 新垣勘兵衛（寺子屋塾長）：渡辺哲

### スタッフ
- 監督：渡辺武
- 脚本：黒木久勝
- 音楽監督：遠藤浩二
- 製作総指揮：吉田尚剛
- 原案・プロデュース：永森裕
- プロデューサー：飯塚達介、向井達矢、山村淳史
- 企画：AMGエンタテインメント
- 主題歌：「我が道よ 2016」歌：林広太朗
- 制作プロダクション: ラインバック
- 製作：「猫侍SP」製作委員会（アミューズメントメディア総合学院、tvk、サンテレビ、広島ホームテレビ、アニマルプラネット、スターキャット、BSフジ、日光江戸村、角川書店）

### 放送局
レギュラー放送では東名阪ネット6・5いっしょ3ちゃんねる各局などによる共同制作であったが、今作では地上波ではtvk・サンテレビ・広島ホームテレビのみが制作局となっている。
| 放送地域                | 放送局                                | 系列                                                          | 本編放送日時                                                        | 事前番組放送日時                                                  | 備考                                                |
| ----------------------- | ------------------------------------- | ------------------------------------------------------------- | ------------------------------------------------------------------- | ----------------------------------------------------------------- | --------------------------------------------------- |
| 岩手県                  | IBC岩手放送                           | TBS系列                                                       | 2016年2月20日 13時00分 - 14時55分                                   | 放送なし                                                          | SEASON2は制作局だったが、今作はネット受けのみ       |
| 栃木県                  | とちぎテレビ                          | JAITS （5いっしょ3ちゃんねる加盟                              | 2016年2月21日 19時00分 - 20時55分                                   | 2015年2月20日 7時30分 - 8時00分                                   | SEASON1,2ともに制作局だったが、今作はネット受けのみ |
| 群馬県                  | 群馬テレビ                            | JAITS （5いっしょ3ちゃんねる加盟                              | 2016年2月28日 19時00分 - 20時55分                                   | 2015年2月26日 19時30分 - 20時00分                                 | SEASON1,2ともに制作局だったが、今作はネット受けのみ |
| 神奈川県                | テレビ神奈川                          | JAITS （東名阪ネット6・ 5いっしょ3ちゃんねる加盟） 共同制作局 | 2016年2月19日 19時00分 - 20時55分                                   | 2015年2月14日 20時55分 - 21時25分                                 |                                                     |
| 埼玉県                  | テレビ埼玉                            | JAITS （東名阪ネット6・ 5いっしょ3ちゃんねる加盟）            | 2016年2月20日 19時00分 - 20時55分                                   | 放送なし                                                          | SEASON1,2ともに制作局だったが、今作はネット受けのみ |
| 千葉県                  | 千葉テレビ放送                        | JAITS （東名阪ネット6・ 5いっしょ3ちゃんねる加盟）            | 2016年2月20日 19時00分 - 20時55分                                   | 2016年2月20日 13時00分 - 13時30分                                 | SEASON1,2ともに制作局だったが、今作はネット受けのみ |
| 静岡県                  | 静岡第一テレビ                        | 日本テレビ系列                                                | 2016年2月19日 26時23分 - 28時18分                                   | 2015年2月13日 26時20分 - 26時50分                                 | SEASON1,2ともに制作局だったが、今作はネット受けのみ |
| 三重県                  | 三重テレビ放送                        | JAITS （東名阪ネット6加盟）                                   | 2016年2月23日 20時00分 - 21時55分                                   | 2015年2月18日 22時15分 - 22時45分                                 | SEASON1,2ともに制作局だったが、今作はネット受けのみ |
| 京都府                  | 京都放送                              | JAITS （東名阪ネット6加盟）                                   | 2016年2月22日 20時00分 - 21時55分                                   | 放送なし                                                          | SEASON1,2ともに制作局だったが、今作はネット受けのみ |
| 兵庫県                  | サンテレビジョン                      | JAITS （東名阪ネット6加盟） 共同制作局                        | 2016年2月25日 19時30分 - 21時25分                                   | 2015年2月21日 13時00分 - 13時30分                                 |                                                     |
| 岡山県 香川県           | テレビせとうち                        | テレビ東京系列                                                | 2016年2月20日 25時30分 - 27時25分                                   | 放送なし                                                          | SEASON1,2ともに制作局だったが、今作はネット受けのみ |
| 広島県                  | 広島ホームテレビ                      | テレビ朝日系列 共同制作局                                     | 2016年2月22日 25時55分 - 27時50分                                   | 放送なし                                                          |                                                     |
| 全国                    | BSフジ                                | 衛星放送 共同制作局                                           | 2016年2月28日 19時00分 - 20時55分                                   | 2015年2月13日 18時00分 - 18時30分 2015年2月22日 4時25分 - 4時55分 |                                                     |
| 全国                    | アニマルプラネット                    | 衛星放送 共同制作局                                           | 2016年2月22日 20時00分 - 21時55分 2016年2月28日 14時00分 - 15時55分 | 放送なし                                                          |                                                     |
| 愛知県 （名古屋市など） | スターキャット・ ケーブルネットワーク | ケーブルテレビ 共同制作局                                     | 2016年2月28日 19時00分 - 20時55分                                   | 2015年2月13日 21時00分 - 21時30分                                 |                                                     |
| 香港                    | ViuTV                                 |                                                               | 水 - 木 22:00 - 22:30                                               | 2017年1月25日 - 2017年2月2日                                      |                                                     |

## 漫画
「ねこぱんち」、およびその関連雑誌（すべて少年画報社刊）に掲載。
- 山野りんりん
  1. 君の名は - 「お江戸ねこぱんち」九号（2014年2月24日発売）
  2. 正義の刀 - 「お江戸ねこぱんち」十二号（2015年5月25日発売）
  3. 福ひょうたん - 「江戸ぱんち」夏号（2015年7月27日発売）
  4. 玉之丞が行く - 「猫侍ぱんち」（2015年9月1日発売）
  5. いいとこ - 「ねこぱんち」120号（2016年8月16日発売）

上記の順番は初出時および単行本収録時のもの。「猫侍ぱんち」では「玉之丞が行く」を第1話として、それ以前に発表された3話分はそれぞれ話数を1つずつ繰り下げて再録している。いずれもオリジナルストーリーで、特に「君の名は」は、久太郎と玉之丞の出会いがドラマ版とも映画版とも異なる形で描かれている。
  - 猫侍 〜玉之丞 江戸へ行く〜 - 「ねこぱんち」114号（2016年2月15日発売） - 116号（3月11日発売）、全3話。

ドラマ版の設定を基にしたオリジナルストーリー。
- ほしのなつみ
  - 猫侍 SEASON2 〜班目と玉之丞編〜 - 「ねこぱんち」104号（2015年4月13日発売） - 109号（9月14日発売）、全6話。

ドラマ版を基に独自のアレンジがされている。第5話までは「猫侍ぱんち」に再録された。単行本では「SEASON2」の表記が外されている。
- きっか
  - 久太郎、就活する - 「猫侍ぱんち」
- 柿生みのり
  - 以心伝猫 - 「猫侍ぱんち」
  - 猫侍 〜玉之丞の一日〜 - 「ねこぱんち」120号
- 高村しづ
  - 猫侍と眠れる武士 〜久太郎、助太刀致す!〜 - 「猫侍ぱんち」

### 単行本
いずれも2016年8月16日、ねこぱんちコミックス（少年画報社）より発売。
- 山野りんりん
  - 猫侍 玉之丞が行く

「いいとこ」を除く全話を収録。
- ほしのなつみ
  - 猫侍 斑目と玉之丞編

連載分全6話と書き下ろし「玉之丞、フリーターになる…?」を収録。

## 小説（ノベライズ）
1. 『猫侍（上）』 大月小夜、黒木久勝（TO文庫）－ドラマ『猫侍』前半ノベライズ。
2. 『猫侍（下）』 亜夷舞モコ、黒木久勝（TO文庫）－ドラマ『猫侍』後半ノベライズ。
3. 『劇場版 猫侍』 森川秀樹、永森裕二（TO文庫）－映画『猫侍』ノベライズ。
4. 『猫侍 久太郎、江戸に帰る』 新井淳平（AMGブックス）－ドラマ『猫侍 SEASON2』前半ノベライズ。
5. 『猫侍 玉之丞、争奪戦』 新井淳平（AMGブックス）－ドラマ『猫侍 SEASON2』後半ノベライズ。
6. 『猫侍 玉之丞、江戸へ行く』 八牙ツケ（AMGブックス）－同名スペシャルドラマのノベライズ。

　　※ 映画『猫侍 南の島へ行く』のみノベライズが存在しない。

## ゲーム
いずれも、アミューズメントメディア総合学院内のゲーム開発機関であるAMG GAMESよりリリースされている。
玉之丞といっしょ
2016年2月8日配信のiOS/Android用アプリ。玉之丞たちと一緒に暮らす「おへやモード」と、3種類のミニゲーム「すらいどパズル」「えあわせ」「ねこなで」を遊ぶことができる「ミニゲームモード」がある。ゲーム内では、これまでAMGがかかわった作品から、『ネコナデ』のトラ、『くろねこルーシー』のルーとシー、『ねこタクシー』の御子神さんも登場する。
玉之丞のおでかけ
2016年10月25日配信のiOS/Android用アプリ。自動的に走り続ける玉之丞を操作するランアクションゲームで、コース上の障害物をジャンプで避けたり魚を拾ったりしながら進んでいく。集めた魚でガチャを引いて着せ替え用の服が手に入り、身に着けた服の種類によって能力が変化する。操作キャラクターとして、ほかに『ネコナデ』のトラ、『くろねこルーシー』のルーとシー、『ねこタクシー』の御子神さん、『ねこばん』のもなかも登場する。
2024年5月30日には、滋賀県彦根市の協力のもとで彦根市のマスコットのひこにゃんが登場するアレンジ版となるNintendo Switch用ソフト『おさんぽひこにゃん』が発売された。ステージ内に新たなギミックが追加されたことに加え、新ステージとして「彦根ステージ」が追加されている。また、ゲーム内には、ひこにゃんのライバルである「わるにゃんこ将軍」や『玉之丞のおでかけ』の猫たちも登場する。なお、この作品は、ひこにゃんの初めてのゲーム化作品となる。

### ユニットメンバー
1. ↑  永江理奈、落合福嗣、雨澤祐貴、幡野智宏
2. ↑  林広太朗、山下雄輝、手島一将、中村慈、天塚ゆうひ、小田果林、鈴木綾音、本居真優